# Frank Hazenplug
Frank S. Hazenplug (1873 o 1874 - 1931) fou un artista estatunidenc, alhora gravador, tipògraf, cartellista, i il·lustrador de llibres. Va formar part dels pioners del grafisme nascut amb l'Art nouveau.

## Recorregut

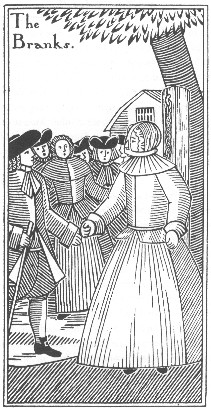
Illustration pour un ouvrage de 1896.

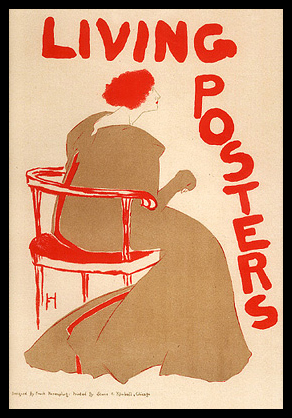

Frank S. Hazenplug era el fill petit de Jane i Henry Hazenplug, fabricants de mobles a Dixon (Illinois).
Va començar la seva carrera a Chicago on emergeix al començament dels anys 1890 una nova escena artística.
És pròxim a la revista The Show Window des de 1891 i del grup que la formava, com per exemple William Wallace Denslow i Lyman Frank Baum. En aquest període aprèn la tècnica del linogravat.
El 1893, esdevé un dels grafistes de l'editorial Stone & Kimball (Chicago), fundada per dos universitaris de Harvard, que publicava llibres molt cuidats amb tiratge limitat. Troba el seu director artístic, William Henry Bradley, que llança la revista d'art The Chap-Book. Continua el seu treball en solitari després de 1896; fa deu cartells i il·lustra nombroses col·leccions (com «The Peacock Library») i rep aviat noves comandes, signades en general amb el monograma «FH». Algunes de les seves imatges apareixen reproduïdes a la revista The Century Magazine.
Va abandonar la societat Stone & Company l'any 1906.
Jules Chéret va optar per reproduir «Living Posters», al grafisme particularment desposseït, en la seva revista Les Maîtres de l'affiche (1895-1900).
Cap al 1898, viu a Hull House, fundada per Jane Addams, envoltat de nombrosos artistes. En aquest context fa un acostament a la dansa.
Entre 1900 i 1910, s'especialitza en la il·lustració de llibres, realitzant nombroses cobertes i maquetes per editors com John Lane & Company, Bell & Cockburn, Duffield o Way and Williams Publishers, fins als anys 1920.
Després de 1911, decideix de transformar el seu nom en «Hazen».
És l'autor de diverses tipogràfies.

## Selecció de cartells
- 1895 : The Chap-Book [The Red Lady]
- 1896 : Living Posters [exposició de cartells]
- 1896 : Galloping Dick by HB Marriott Watson
- 1896 : The Chap-Book [The Black Lady]
- 1896 : The Chap-Book [The Green Lady]
- 1896 : The Emerson and Fisher Company Carriage Builders Cincinnati